# Jaime Morey

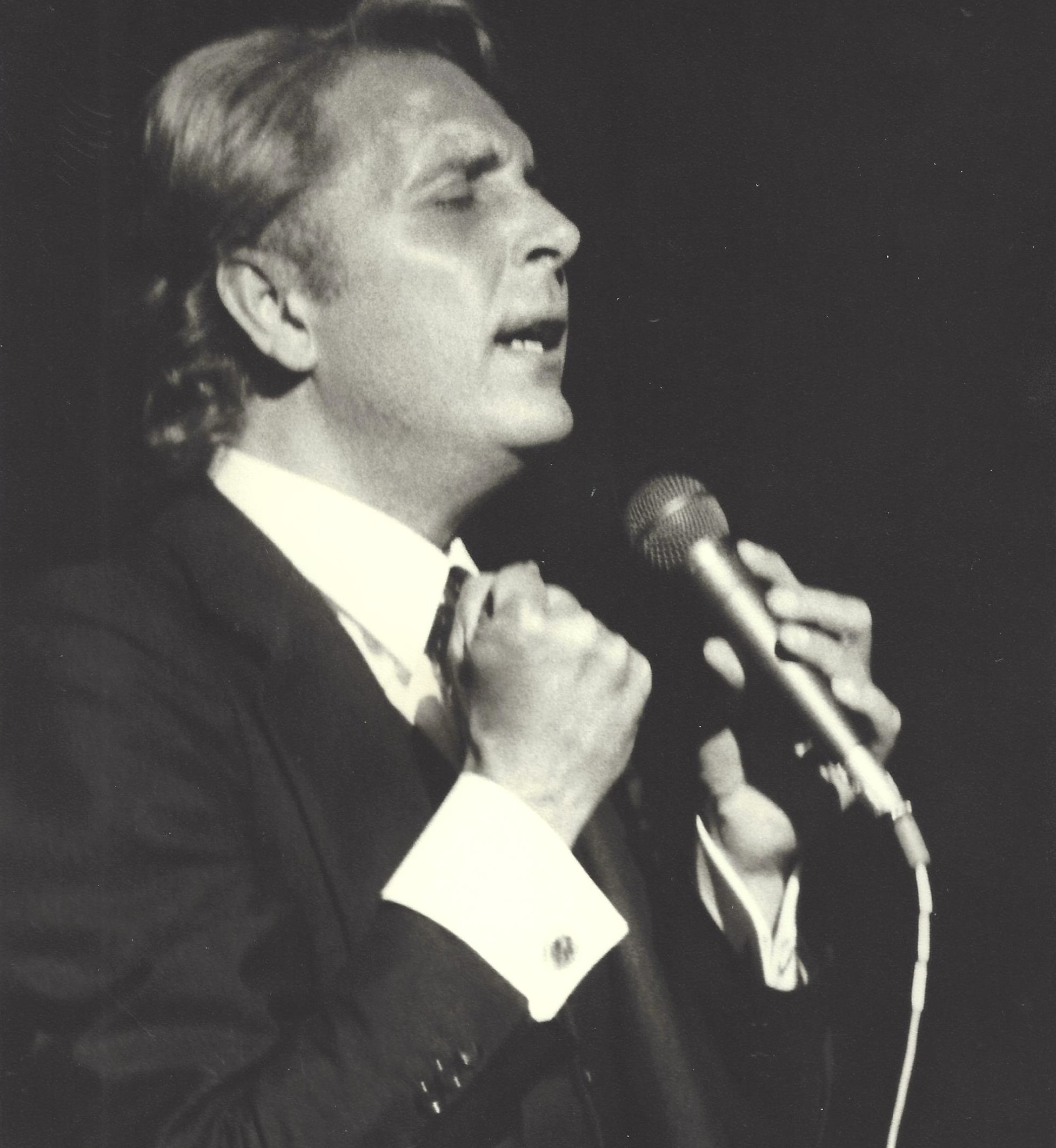
Jaime Morey (1982)

Jaime García Morey (* 16. Juni 1942 in Alicante; † 7. Juli 2015 in Madrid) war ein spanischer Sänger.

## Leben und Wirken
Seine Karriere als Sänger begann in den 1960er Jahren. 1964 nahm er beim Songfestival Festival de Benidorm teil und erreichte den zweiten Platz. Er wurde ausgewählt, sein Land beim Eurovision Song Contest 1972 in Edinburgh zu vertreten. Mit dem Titel Amanece erreichte er den zehnten Platz, in jenem Jahr erschienen auch seine ersten Alben.
In den 1980er Jahren hatte er auch kleine Einsätze als Schauspieler in Unterhaltungsfilmen. 1987 zog er sich von der Showbranche zurück.

## Diskografie
Alben
- 1972: Lo mejor de Jaime Morey
- 1972: La barca
- 1973: Los éxitos de Jaime Morey
- 1974: Recuerdos...
- 1978: Acércate más
- 1979: Tu amante quiero ser
- 1980: Tu amor le va a mi piel
- 1981: Soñarte
- 1983: Manuel Alejandro: La Zarzuela
- 1985: Seguro estoy que no
- 2004: Jaime Morey: Grandes éxitos de 1964-1968 (Kompilation)
- 2005: El último romántico: canta a Italia

## Einzelnachweis
1. ↑  Fallece Jaime Morey a los 73 años, el representate español de Eurovisión de 1972 bei 20minutos.es

| Personendaten    | Personendaten                         |
| ---------------- | ------------------------------------- |
| NAME             | Morey, Jaime                          |
| ALTERNATIVNAMEN  | Morey, Jaime García (wirklicher Name) |
| KURZBESCHREIBUNG | spanischer Sänger                     |
| GEBURTSDATUM     | 16. Juni 1942                         |
| GEBURTSORT       | Alicante                              |
| STERBEDATUM      | 7. Juli 2015                          |
| STERBEORT        | Madrid                                |